# Rock the Night
Rock the Night är en singel utgiven av den svenska rockgruppen Europe. Den gavs ut för första gången 1985 då den var med på soundtracket till filmen "On the Loose" som gruppen också medverkade i. Joey Tempest spelar på alla instrument på singeln förutom på gitarrsolot.
1986 spelade gruppen in en ny version av låten till albumet The Final Countdown. Senare samma år gavs denna version ut som singel.
Musikvideon spelades in på Hard Rock Café i Stockholm. Det var den första musikvideon med den då nya gitarristen Kee Marcello.

## Listplaceringar
| Lista (1986-1987) | Position |
| ----------------- | -------- |
| Sverige           | 4        |
| Italien           | 4        |
| Schweiz           | 6        |
| Nederländerna     | 2        |
| Frankrike         | 7        |
| Irland            | 9        |
| Österrike         | 11       |
| England           | 12       |
| Tyskland          | 6        |
| Spanien           | 6        |
| USA               | 30       |
| Belgien           | 2        |

### Fotnoter
1. 1 2 3 4 5 6 7 8 9 10 11 12  ”Arkiverade kopian”. Arkiverad från originalet den 2 november 2013. https://web.archive.org/web/20131102052212/http://roger_fed.webs.com/singlesandeps.htm. Läst 21 januari 2013.